# Лазика (БМП)
Лазика (груз. ლაზიკა, англ. Lazika) — грузинська бойова машина піхоти, створена за стандартами НАТО. Розроблена науково-дослідним центром «Дельта» при Міністерстві оборони Грузії. Презентація «Лазики» відбулася 25 лютого 2012 року у місті Вазіані, коли у Грузії відзначають День радянської окупації. У презентації брав участь Президент Михайло Саакашвілі.

## Опис машини
- БМП «Лазика» оснащена всіма необхідними приладами та системами для ефективного виявлення та знешкодження супротивника в будь-яких кліматичних умовах, вдень чи вночі.
- «Лазика» здатна ефективно транспортувати 7 десантників та здійснювати всі необхідні маневри на полі бою.